# فرنسيس نيلسون (لاعب هوكي جليد كندي)
فرنسيس نيلسون هو لاعب هوكي جليد كندي، ولد في 1859 في هاميلتون في كندا، وتوفي في 14 أبريل 1932 في قناة بنما في بنما.